# Gerrie Kattestaart
Gerrie Kattestaart (Rotterdam, 19 augustus 1943) is een Nederlands voormalig voetballer die als centrale aanvaller speelde.

## Loopbaan
Kattestaart begon bij Spartaan '20 en stapte op dertienjarige leeftijd over naar de jeugdopleiding van Feijenoord. Hij speelde in 1964 eenmalig in het eerste team in de wedstrijd om de International Football Cup tegen Hertha BSC. Nadat hij op proef was bij Cambuur werd hij medio 1964 verkocht aan D.F.C. dat uitkwam in de Tweede divisie B. D.F.C. won de Tweede divisie B in 1964/65. Kattestaart raakte op 9 mei 1965 in het onderlinge duel tussen Cambuur en D.F.C., de promotiewedstrijd tussen beide kampioenen van de Tweede divisie gespeeld in Apeldoorn (6-2 nederlaag), slaags met Cambuurtrainer en oud-bokser Jan Bens tijdens een blessurebehandeling. Kattestaart werd door de KNVB voor een half jaar geschorst en hij kon een geplande overstap naar Cambuur hierna vergeten. Na zijn schorsing leek hij over te stappen naar NAC en was naast het voetbal reeds werkzaam in Breda bij het bedrijf van de voorzitter van NAC. Toch ging hij in december 1965 naar Go Ahead. Aanvankelijk was zijn periode in Deventer weinig succesvol en Go Ahead wilde in de zomer van 1966 alweer van Kattestaart af maar er kwam geen club voor hem. In het seizoen 1966/67 ontpopte hij zich echter tot een veelvuldig scorende spits in de Eredivisie. Zo scoorde hij op 2 oktober 1966 tweemaal in de 0-3 overwinning bij Willem II en scoorde hij op 9 oktober vier doelpunten in de 5-0 overwinning op DOS. Begin 1967 liep hij een gebroken enkel op in een duel met het tweede team. In de zomer van 1967 ging een overstap naar AS Monaco niet door.
Eind 1967 leek Kattestaart de overstap te maken naar Xerxes/DHC maar ging uiteindelijk naar NAC. De strafcommissie van de KNVB boog zich nog over deze transfer maar oordeelde in maart 1968 dat een uitspraak over het verbintenissenrecht niet tot haar taken behoorde. Zijn periode bij NAC was weinig succesvol en in 1969 liet hij zich op de transferlijst plaatsen en maakte vervolgens op huurbasis de overstap naar D.F.C.. In oktober 1969 raakte Kattestaart ernstig gewond toen hij met zijn auto in Rotterdam in een slip raakte en tegen het Stadionviaduct bij Stadion Feijenoord aanbotste en uit zijn auto gezaagd moest worden. In mei 1970 werd Kattestaart door D.F.C. uit de selectie gezet en teruggestuurd naar NAC omdat hij volgens trainer Piet de Visser een voortdurend negatieve instelling had en weinig inzet vertoonde. Terug in Breda kwam Kattestaart bij NAC in het seizoen 1970/71 nog geregeld aan bod. Toen er in 1971 geen overeenstemming bereikt werd over een nieuw contract, eindigde zijn voetballoopbaan.